# Corentin Halucha
Corentin Halucha (Roubaix, 3 juni 1995) is een Frans voetballer die bij voorkeur als centrale middenvelder speelt. Hij debuteerde in 2014 in het betaald voetbal in het shirt van Lille OSC.

## Clubcarrière
Halucha komt uit de jeugdacademie van Lille OSC. Hij debuteerde voor de Noord-Franse club op 5 januari 2014 in een wedstrijd om de Coupe de France tegen Amiens AC. Hij viel na 79 minuten in voor Pape Souaré. Lille won met 1-3 na twee doelpunten van Salomon Kalou en een van Ronny Rodelin.
1 Mannone ·
2 Mandi ·
4 Alexsandro ·
5 Gudmundsson ·
6 Bentaleb ·
7 Haraldsson ·
8 Angel Gomes ·
9 David ·
10 Cabella ·
11 Sahraoui ·
12 Meunier ·
13 Zedadka ·
14 Umtiti ·
16 Caillard ·
17 Mukau ·
18 Diakité ·
19 Fernandez-Pardo ·
20 Bakker ·
21 André  ·
22 Santos ·
23 Zhegrova ·
26 André Gomes ·
27 Bayo ·
28 Fernandes ·
29 Mbappé ·
30 Chevalier ·
31 Ismaily ·
32 Bouaddi ·
Coach: Génésio
· Assistent-coach: Bréchet